# Чарльз-стріт (Мангеттен)
Чарльз-стріт (англ. Charles Street) — вулиця в нейборгуді Вест-Вілледж на Мангеттені в Нью-Йорку. Проходить зі сходу на захід від Грінвіч-авеню до Вест-стріт. Вулиця була названа на честь Чарльза Крістофера Амоса, якому належала ділянка, через яку проходила вулиця. Амос також є тезкою Кристофер-стріт, розташованої у двох кварталах на південь, і колишньої Амос-стріт, яка зараз називається заходом 10-ї вулиці. Чарльз-Лейн — вулиця в один квартал, розташована між Чарльз-стріт і Перрі-стріт та Вашингтон-стріт і Вест-стріт. З 1866 по 1936 рік ділянка Чарльз-стріт між Блікер-стріт і заходом 4-ї вулиці називалася Ван Несс (іноді Ван Нест) Плейс на честь ферми, що належала родині Ван Нессів, яка займала площу, обмежену Блікером, заходом 4-ї вулиці, Чарльз-стріт і Перрі-стріт до 1865 року.